# Kalciumoxid
Kalciumoxid eller calciumoxid (Kemisk Ordbog). Sumformel: CaO er i ren form, ved stuetemperatur, et fast materiale; f.eks. hvidt pulver. Det er ætsende og basisk.
Det meste kommercielle kalciumoxid dannes ved kraftig opvarmning af kalk (kalksten). Kalksten består hovedsageligt af CaCO3 og under opvarmningen ændres kalk kemisk: CaCO3 → CaO + CO2. Der er også en masse andre stoffer i restmaterialet og stofblandingen kaldes brændt kalk efter hovedingrediensen kalciumoxid.
Pga. oprindelsen kalksten indeholder restmaterialet brændt kalk også magnesiumoxid, siliciumoxid og små mængder aluminiumoxid og jernoxid.
Opvarmningen af kalksten (CaCO3; mineralnavn: kalcit) foregår i en ovn. Den kemiske ændring af kalksten sker ved at varme til over 825°C, en endoterm kemisk proces kaldet calcination eller lidt misvisende kalk-brænding, for at frigøre et molekyle af carbondioxid (CO2); hvilket efterlader CaO. Denne proces er reversibel, da den brændte kalk (hovedsageligt CaO) begynder at reagere med CO2 fra luften ligesåsnart den er afkølet. Efter lang tid vil CaO, i fri luft, blive omdannet til CaCO3.

## Anvendelser
CaO kan hydreres og danner så læsket kalk, Ca(OH)2 (mineralnavn: portlandit), det bliver anvendt i cement og mørtel. Læsket kalk er simpelt at lave og CaO reagerer voldsomt med vand. CaO anvendes også i glasproduktion og dets egenskab at reagere med silikater anvendes også indenfor moderne metalproduktion (især stål) til at fjerne slagger. 
Det relativt billige materiale, CaO producerer varmeenergi under reaktionen med vand som vist i følgende ligning:
{\displaystyle CaO_{\mbox{(s)}}+H_{2}O\leftrightarrow Ca(OH)_{2{\mbox{(aq)}}}\ (\Delta {\mbox{H}}_{r}=-63,7{\mbox{ kJ/mol of }}CaO)\!}
Ca(OH)2 kan konverteres tilbage til calciumoxid ved at fjerne H2O i den viste reversible ligning. Hvis Ca(OH)2 varmes til det er rødglødende, vil CaO blive regenereret. Når CaO hydreres sker en eksoterm kemisk proces. Én liter vand binder med omkring 3,1 kg CaO, hvilket giver calciumhydroxid plus 3,54MJ varmeenergi.  Denne proces kan anvendes i et transportabel varmekilde til opvarmning af mad.
Når CaO opvarmes til 2.370°C, udsender den et kraftigt lys. Denne form af oplysning er også kendt som limelight og var udbredt i teaterproduktioner før opfindelsen af elektrisk belysning.
Den verdensomspændende årlige produktion af kalciumoxid er omkring 283 millioner tons. USA og Kina er de største producenter og producerer omkring henholdsvis 20 og 170 millioner tons.